# Emily Bell
Pour les articles homonymes, voir Bell.
Emily Jane Bell, né le 14 septembre 1965 à King's Lynn, est une journaliste et universitaire britannique.

## Biographie
Née à King's Lynn dans le Norfolk, Emily Bell est diplômée en 1987 de la Christ Church (Oxford). Elle commence sa carrière la même année chez Big Farm Weekly puis rejoint Campaign en 1988. En 1990, elle est engagée par The Observer comme journaliste économique, et y devient rédactrice commerciale média en 1995, rédactrice économique adjointe, puis éditrice entrepreneuriale en 1998. En juin 2000, elle devient rédactrice en chef du site Web du Guardian, et rédactrice en chef de Guardian Unlimited en février 2001.
En septembre 2006, elle est nommée au conseil d'administration de Guardian Newspapers Ltd et assure le rôle de directrice du contenu numérique de Guardian News and Media.
Directrice du Tow Center for Digital Journalism (en) à New York, Emily Bell est devenue en janvier 2013 directrice non exécutive de Scott Trust Limited (en), propriétaire du Groupe Guardian Media.
Professeure de pratique professionnelle à la Columbia University Graduate School of Journalism depuis 2010, Bell est rédactrice en chef de Journalism After Snowden: The Future of the Free Press in the Surveillance State, publié par Columbia University Press en mars 2017. Elle est également l'une des 25 personnalités de premier plan de la Commission de l'information et de la démocratie lancée par Reporters sans frontières.